# جسپر پلیس، آلبرتا
جسپر پلیس، آلبرتا (به انگلیسی: Jasper Place, Alberta) یک منطقهٔ مسکونی در کانادا است که در آلبرتا واقع شده‌است. جسپر پلیس ۶۷۴ متر بالاتر از سطح دریا واقع شده‌است.